# Гайворонська сільська рада (Бахмацький район)
Га́йворонська сільська́ ра́да — колишня адміністративно-територіальна одиниця та орган місцевого самоврядування (1991-2020) в Бахмацькому районі Чернігівської області. Адміністративний центр — село Гайворон.

## Загальні відомості
- Територія ради: 64,27 км²
- Населення ради: 658 осіб (станом на 1 січня 2012 року)

## Історія
Нинішня сільська рада стала однією з 16-ти сільських рад Бахмацького району, яка складається більш, ніж з одного населеного пункту.

## Населені пункти
Сільраді були підпорядковані населені пункти:
- с. Гайворон
- с. Восьме Березня
- с. Нечаїв
- с. Залісся
- с. Шевченкове

## Господарство
На території сільської ради працювали: загальноосвітня школа І-ІІ ступенів, фельдшерсько-акушерський пункт, будинок культури, відділення зв'язку, бібліотека, КП «Орієнтир» Гайворонської сільської ради, ТОВ «Бахмач-Агро».

## Склад ради
Рада складалася з 12 депутатів та голови. Склад ради останнього скликання: 
- Голова ради: Бойко Валентин Борисович
- Секретар ради: Пономаренко Віктор Миколайович

### Керівний склад попередніх скликань
| Прізвище, ім'я, по батькові | Основні відомості                                                 | Дата обрання | Дата звільнення |
| --------------------------- | ----------------------------------------------------------------- | ------------ | --------------- |
| Кобець Іван Іванович        | Сільський голова, 1956 року народження, безпартійний              | 26.03.2006   | 31.10.2010      |
| Бойко Валентин Борисович    | Сільський голова, 1965 року народження, освіта середня спеціальна | 31.10.2010   |                 |

Примітка: таблиця складена за даними сайту Верховної Ради України

### Депутати
За результатами місцевих виборів 2010 року депутатами ради стали:

#### За суб'єктами висування
| Суб'єкт висування | Кількість обраних депутатів | %   |
| ----------------- | --------------------------- | --- |
| Партія регіонів   | 12                          | 100 |

#### За округами
| № округу        | Прізвище, ім'я, по батькові     | Дата визнання обраним | Освіта  | Партійна приналежність | Відомості про обраного депутата                      |
| --------------- | ------------------------------- | --------------------- | ------- | ---------------------- | ---------------------------------------------------- |
| Партія регіонів |                                 |                       |         |                        |                                                      |
| 1               | Горлач Іван Миколайович         | 03.11.2010            | вища    | член Партії регіонів   | СТОВ «Бахмач-Агро», інженер по ремонту               |
| 2               | Горлач Василь Ілліч             | 03.11.2010            | вища    | позапартійний          | МАУП, охоронець                                      |
| 3               | Горлач Валентина Миколаївна     | 03.11.2010            | вища    | член Партії регіонів   | СТОВ «Бахмач-Агро», вагар                            |
| 4               | Кармалига Ольга Павлівна        | 03.11.2010            | середня | позапартійна           | поштове відділення с. Гайворон, завідувачка          |
| 5               | Кармалига Олександр Миколайович | 03.11.2010            | вища    | позапартійний          | СТОВ «Бахмач-Агро», завідувачка складом              |
| 6               | Горлач Ніна Іванівна            | 03.11.2010            | вища    | позапартійна           | Гайворонська загальноосвітня школа І-ІІ ст., вчитель |
| 7               | Ткаченко Микола Володимирович   | 03.11.2010            | вища    | позапартійний          | Ніжинський молокозавод, заготівельник молока         |
| 8               | Грищенко Олена Іванівна         | 03.11.2010            | вища    | позапартійна           | Гайворонська загальноосвітня школа І-ІІ ст., вчитель |
| 9               | Штахура Віктор Миколайович      | 03.11.2010            | середня | позапартійний          | Ніжинський молокозавод, заготівельник молока         |
| 10              | Лемещенко Олексій Миколайович   | 03.11.2010            | середня | позапартійний          | тимчасово не працює                                  |
| 11              | Пономаренко Віктор Миколайович  | 03.11.2010            | вища    | позапартійний          | Гайворонська сільська рада, секретар                 |
| 12              | Ревун Сергій Михайлович         | 03.11.2010            | середня | позапартійний          | Гайворонський будинок культури, директор             |